# Libertango (Gary Burton)
Libertango, The music of Astor Piazzolla is een studioalbum van Gary Burton. Voor dit album haalde Burton opnieuw de muziek naar voren van Astor Piazzolla. Opnamen vonden plaats in de El Pie geluidsstudio in Buenos Aires. 

## Musici
Een deel van de musici speelde ook mee op het vorige Burtonalbum gewijd aan Piazzolla, Astor Piazzolla reunion.
- Gary Burton – vibrafoon
- Fernando Suarez-Paz – viool
- Marcelo Nisinman – bandoneon
- Pablo Ziegler – piano (behalve tracks 5, 6, 7, 9)
- Nicolas Ledesman – piano (tracks 5, 6, 7, 9)
- Horacio Malvicino – gitaar
- Hector Console – contrabas

## Muziek
Alles van Astor Piazzolla

| Nr. | Titel                  | Duur  |
| --- | ---------------------- | ----- |
| 1.  | Libertango             | 4:34  |
| 2.  | Invierno porteno       | 7:05  |
| 3.  | Escualo                | 3:04  |
| 4.  | Buenos Aires hora cero | 5:38  |
| 5.  | Fuga y mosterio        | 4:13  |
| 6.  | Milonga del angel      | 6:33  |
| 7.  | Michelangelo 70        | 4:04  |
| 8.  | Contrabajissimo        | 11:02 |
| 9.  | Fugata                 | 4:12  |
| 10. | Mumuki                 | 9:05  |
| 11. | Milonga loca           | 3:09  |
| 12. | Adios Nonino           | 8:35  |

Libertango is de originele titel van de Grace Joneshit I've seen that face before.